# كريس (سلاح)
الكريس هو نوع من السلاح الأبيض التقليدي يشتهر في منطقة جنوب شرق آسيا، ويعني اسمه في اللغة الملايوية: الخنجر؛ إذ أنه يكون على شكل خنجر متموج غير متناظر. انتشر استخدام الكريس في الماضي في إندونيسيا وماليزيا والفلبين.
نظراً لأهميته الثقافية والمعنوية وضع سلاح الكريس سنة 2008 في قائمة اليونسكو للتراث الثقافي اللامادي.